# Colostethus lynchi
Colostethus lynchi är en groddjursart som beskrevs av Grant 1998. Colostethus lynchi ingår i släktet Colostethus och familjen pilgiftsgrodor. IUCN kategoriserar arten globalt som otillräckligt studerad. Inga underarter finns listade i Catalogue of Life.